# Manuel Contreras

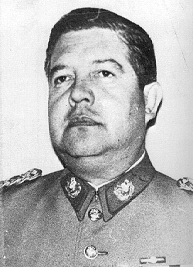
Manuel Contreras

Juan Manuel Guillermo Contreras Sepúlveda (ur. 4 maja 1929 w Santiago, zm. 7 sierpnia 2015 tamże) – chilijski generał, szef policji politycznej DINA za rządów Augusto Pinocheta, w latach 1974-1977 współpracownik CIA.
W 1993 Contreras został skazany na 7 lat więzienia za zamordowanie w 1976 byłego członka rządu chilijskiego za prezydentury Salvadora Allende, Orlando Leteliera. W maju 2002 został skazany za uprowadzenie i prawdopodobnie zamordowanie przywódcy socjalistów chilijskich Victora Olea Alegrii, a także osądzony zaocznie i skazany w Argentynie w związku z zabójstwem byłego chilijskiego szefa armii Carlosa Pratsa i jego żony w Buenos Aires (w 1974); Chile odmówiło jednak ekstradycji Contrerasa. 30 czerwca 2008 r. za to zabójstwo został skazany przez chilijski sąd na podwójne dożywotnie pozbawienie wolności.
W lipcu 2006 roku, Manuel Contreras, oskarżył Augusto Pinocheta o czerpanie korzyści z produkcji i handlu kokainy. Pinochet na handlu narkotykami miał zarobić 27 milionów dolarów, które, według ustaleń sądu, przetrzymywane były na argentyńskich kontach. Pisemne zeznanie Contrerasa obciążyło również syna byłego dyktatora Marco Antonio Pinocheta, który był uczestnikiem handlu kokainą. Contreras zeznał również, że kokainę produkował w wojskowych laboratoriach chemik Eugenio Berrios, pracownik DINA, zamordowany w Urugwaju na początku lat 90. XX wieku.